# Rampant
Rampant è il quinto album dei Nazareth, uscito nel maggio del 1974 per l'Etichetta discografica Mooncrest Records.

## Tracce
Brani composti da: Dan McCafferty, Manuel Charlton, Pete Agnew e Darrell Sweet, eccetto dove indicato.
Lato A
1. Silver Dollar Forger Parts 1 & 2 – 5:40
2. Glad When You're Gone – 4:19
3. Loved and Lost – 5:13
4. Shanghai'd in Shanghai – 3:47

Durata totale: 18:59
Lato B
1. Jet Lag – 6:41
2. Light My Way – 4:10
3. Sunshine – 4:15
4. a) Shapes of Things b) Space Safari – 6:22 (a) Paul Samwell-Smith, Keith Relf, James McCarty)

Durata totale: 21:28
Edizione CD del 1997, pubblicato dalla Essential Records (ESMCD 551)
Brani composti da: Dan McCafferty, Manuel Charlton, Pete Agnew e Darrell Sweet, eccetto dove indicato
1. Silver Dollar Forger (Parts 1 & 2) – 5:36
2. Glad When You're Gone – 4:17
3. Loved and Lost – 5:12
4. Shanghai'd in Shanghai – 3:43
5. Jet Lag – 6:43
6. Light My Way – 4:09
7. Sunshine – 4:15
8. a) Shapes of Things b) Space Safari – 6:21 (a) Paul Samwell-Smith, Keith Relf, James McCarty)
9. Shanghai'd in Shanghai – 3:42 – Bonus Track - US Version
10. Cat's Eye Apple Pie – 3:01 – Bonus Track - B-Side to Shanghai'd in Shanghai
11. Shapes of Things – 3:20 (Paul Samwell-Smith, Keith Relf, James McCarty) – Bonus Track - Single Edit

Durata totale: 50:19

## Formazione
- Dan McCafferty - voce solista
- Manuel Charlton - chitarre
- Pete Agnew - basso, accompagnamento vocale
- Darrell Sweet - batteria, accompagnamento vocale

Ospiti
- Jon Lord - pianoforte (brani: Glad When You're Gone e Shanghai'd in Shanghai)
- Liza Strike - accompagnamento vocale, coro (brani: Glad When You're Gone e Shanghai'd in Shanghai)
- Vicki Brown - accompagnamento vocale, coro (brani: Glad When You're Gone e Shanghai'd in Shanghai)
- Barry St. John - accompagnamento vocale, coro (brani: Glad When You're Gone e Shanghai'd in Shanghai)

Note aggiuntive
- Roger Glover - produttore
- Bill Fehilly - produttore esecutivo
- Registrato a Montreux, Svizzera con la The Rolling Stones Mobile Unit
- Louie Austin - ingegnere del suono
- Remixato al Kingsway Recorders di Londra